# Премія «Локус» за найкращий фентезійний роман (XX століття)
Премія «Локус» за найкращий фентезійний роман (англ. Locus Award for Best Fantasy Novel) — літературна премія, яку з 1978 року присуджує журнал «Локус» за роботи, опубліковані в попередньому календарному році. Переможця обирають за підсумками голосування читачів журналу. Нагороду вручають на щорічному зборі у Музеї наукової фантастики та залі слави (англ. Science Fiction Museum and Hall of Fame) у Сіетлі, США, під час якого переможці отримують сертифікати.
Хоча премію почали вручати щорічно з 1980 року, у 1978 році також була присуджена нагорода цієї номінації, яку отримав роман «Сильмариліон» Дж. Р. Р. Толкіна. До цього присуджували премію за найкращий фантастичний роман, яка у 1980 році була розділена на премію за найкращий науково-фантастичний роман та премію за найкращий фентезійний роман.

## Лауреати та номінанти премії
| Переможці виділені окремим кольором. |

### 1970-ті
| Рік  | Фотографія лауреата                   | Лауреати та номінанти                 | Назва роману                                       | Назва роману мовою оригіналу          | Переклад українською                  | Видавництво                           |
| ---- | ------------------------------------- | ------------------------------------- | -------------------------------------------------- | ------------------------------------- | ------------------------------------- | ------------------------------------- |
| 1978 |                                       | Дж. Р. Р. Толкін                      | «Сильмариліон»                                     | «The Silmarillion»                    | «Сильмариліон»                        | Houghton Mifflin; Астролябія          |
| 1978 | Фріц Лайбер                           | «Наша пані Темряви»                   | «Our Lady of Darkness»                             | —                                     | Berkley/Putnam                        |                                       |
| 1978 | Стівен Дональдсон                     | «Хроніки Томаса Ковенанта»            | «The Chronicles of Thomas Covenant the Unbeliever» | —                                     | Holt, Rinehart & Winston              |                                       |
| 1978 | Стівен Кінг                           | «Сяйво»                               | «The Shining»                                      | «Сяйво»                               | Doubleday; КСД                        |                                       |
| 1978 | Террі Брукс                           | «Меч Шаннари»                         | «The Sword of Shannara»                            | ?                                     | Random House                          |                                       |
| 1978 | Річард А. Лупофф                      | «Меч демона»                          | «Sword of the Demon»                               | —                                     | Harper & Row                          |                                       |
| 1978 | Патриція Маккілліп                    | «Спадкоємиця моря та вогню»           | «Heir of Sea and Fire»                             | —                                     | Atheneum                              |                                       |
| 1978 | Теренс Генбері Вайт                   | «Книга Мерліна»                       | «The Book of Merlyn»                               | —                                     | Texas Press                           |                                       |
| 1978 | Пірс Ентоні                           | «Чари для Хамелеона»                  | «A Spell for Chameleon»                            | —                                     | Ballantine Del Rey                    |                                       |
| 1978 | Джой Чент                             | «Сива грива ранку»                    | «The Grey Mane of Morning»                         | —                                     | Allen & Unwin                         |                                       |
| 1978 | Томас Свонн                           | «Грайте срібні дзвони»                | «Cry Silver Bells»                                 | —                                     | DAW                                   |                                       |
| 1978 | Андре Нортон                          | «Трійка мечів»                        | «Trey of Swords»                                   | —                                     | Grosset & Dunlap                      |                                       |
| 1978 | Томас Свонн                           | «Королеви ходять в сутінках»          | «Queens Walk in the Dusk»                          | —                                     | Heritage                              |                                       |
| 1978 | Сьюзен Купер                          | «Срібло на дереві»                    | «Silver on the Tree»                               | —                                     | Atheneum                              |                                       |
| 1979 | Цього року нагорода на присуджувалася | Цього року нагорода на присуджувалася | Цього року нагорода на присуджувалася              | Цього року нагорода на присуджувалася | Цього року нагорода на присуджувалася | Цього року нагорода на присуджувалася |

### 1980-ті
| Рік  | Фотографія лауреата          | Лауреати та номінанти                       | Назва роману                                                          | Назва роману мовою оригіналу  | Переклад українською                  | Видавництво                           |
| ---- | ---------------------------- | ------------------------------------------- | --------------------------------------------------------------------- | ----------------------------- | ------------------------------------- | ------------------------------------- |
| 1980 |                              | Патриція Маккілліп                          | «Арфіст на вітрі»                                                     | «Harpist in the Wind»         | —                                     | Atheneum                              |
| 1980 | Стівен Кінг                  | «Мертва зона»                               | «The Dead Zone»                                                       | «Мертва зона»                 | Viking: КСД                           |                                       |
| 1980 | Семюел Ділейні               | «Оповіді Неверйону»                         | «Tales of Nevèrÿon»                                                   | —                             | Bantam                                |                                       |
| 1980 | Пірс Ентоні                  | «Замок Ругна»                               | «Castle Roogna»                                                       | —                             | Ballantine Del Rey                    |                                       |
| 1980 | Пол Андерсон                 | «Діти морського царя»                       | «The Merman's Children»                                               | —                             | Berkley/Putnam                        |                                       |
| 1980 | Керолайн Черрі               | «Вогні Азероту»                             | «Fires of Azeroth»                                                    | —                             | DAW                                   |                                       |
| 1980 | Елізабет Лінн                | «Сторожова вежа»                            | «Watchtower»                                                          | —                             | Berkley Putnam                        |                                       |
| 1980 | Мері Стюарт                  | «Останнє чарівництво»                       | «The Last Enchantment»                                                | —                             | Morrow                                |                                       |
| 1980 | Урсула Ле Гуїн               | «Малафрена»                                 | «Malafrena»                                                           | —                             | Putnam                                |                                       |
| 1980 | Теніт Лі                     | «Володар смерті»                            | «Death's Master»                                                      | —                             | DAW                                   |                                       |
| 1980 | Челсі Квін Ярбро             | «Палац»                                     | «The Palace»                                                          | —                             | St. Martin's                          |                                       |
| 1980 | Елізабет Лінн                | «Танцівники Аруну»                          | «The Dancers of Arun»                                                 | —                             | Berkley Putnam                        |                                       |
| 1980 | Октавія Батлер               | «Рідня»                                     | «Kindred»                                                             | —                             | Doubleday                             |                                       |
| 1980 | Лінн Еббі                    | «Донька яскравого Місяця»                   | «Daughter of the Bright Moon»                                         | —                             | Ace                                   |                                       |
| 1980 | Діана Дуейн                  | «Двері у вогонь»                            | «The Door Into Fire»                                                  | —                             | Dell                                  |                                       |
| 1980 | Філліс Айзенштайн            | «Син чарівника»                             | «Sorcerer's Son»                                                      | —                             | Ballantine Del Rey                    |                                       |
| 1980 | Тім Пауерс                   | «Малюнок темряви»                           | «The Drawing of the Dark»                                             | —                             | Ballantine Del Rey                    |                                       |
| 1981 |                              | Роберт Сілверберг                           | «Замок лорда Валентина»                                               | «Lord Valentine's Castle»     | —                                     | Harper & Row                          |
| 1981 | Джин Вулф                    | «Тінь ката»                                 | «The Shadow of the Torturer»                                          | —                             | Simon & Schuste                       |                                       |
| 1981 | Стівен Дональдсон            | «Уражена земля»                             | «The Wounded Land»                                                    | —                             | Ballantine Del Rey                    |                                       |
| 1981 | Роджер Желязни               | «Підмінена»                                 | «Changeling»                                                          | —                             | Ace                                   |                                       |
| 1981 | Елізабет Лінн                | «Північна дівчина»                          | «The Northern Girl»                                                   | —                             | Berkley Putnam                        |                                       |
| 1981 | Пірс Ентоні                  | «Розщеплена безкінечність»                  | «Split Infinity»                                                      | —                             | Ballantine Del Rey                    |                                       |
| 1981 | Урсула Ле Гуїн               | «Місце початку»                             | «The Beginning Place»                                                 | —                             | Harper & Row                          |                                       |
| 1981 | Сюзі Маккі Чарнас            | «Вампірський гобелен»                       | «The Vampire Tapestry»                                                | —                             | Simon & Schuster                      |                                       |
| 1981 | Пітер Страуб                 | «Край тіней»                                | «Shadowland»                                                          | —                             | Coward, McCann & Geoghegan            |                                       |
| 1981 | Стівен Кінг                  | «Туман»                                     | «The Mist»                                                            | ?                             | Dark Forces                           |                                       |
| 1981 | Челсі Квін Ярбро             | «Аріосто»                                   | «Ariosto»                                                             | —                             | Pocket                                |                                       |
| 1981 | Теніт Лі                     | «Вбити мертвих»                             | «Kill the Dead»                                                       | —                             | DAW                                   |                                       |
| 1981 | Фред Сейберхеген             | «Шип»                                       | «Thorn»                                                               | —                             | Ace                                   |                                       |
| 1981 | Теніт Лі                     | «Сабелла або Кров'яний камінь»              | «Sabella or The Blood Stone»                                          | —                             | DAW                                   |                                       |
| 1981 | Менлі Вейд Веллман           | «Після темряви»                             | «After Dark»                                                          | —                             | Doubleday                             |                                       |
| 1981 | М. Джон Гаррісон             | «Буря крил»                                 | «A Storm of Wings»                                                    | —                             | Doubleday                             |                                       |
| 1981 | Роберт Столлман              | «Сирітка»                                   | «The Orphan»                                                          | —                             | Pocket                                |                                       |
| 1981 | Вільям Горвуд                | «Данктон Вуд»                               | «Duncton Wood»                                                        | —                             | McGraw-Hill                           |                                       |
| 1981 | Ґлен Кук                     | «Прихід темряви»                            | «All Darkness Met»                                                    | —                             | Berkley                               |                                       |
| 1981 | Парк Годвін                  | «Вогняний лорд»                             | «Firelord»                                                            | —                             | Doubleday                             |                                       |
| 1981 | Безіл Коппер                 | «Некрополь»                                 | «Necropolis»                                                          | —                             | Arkham House                          |                                       |
| 1981 | Ліндон Гарді                 | «Майстер п'яти чар»                         | «Master of the Five Magics»                                           | —                             | Ballantine Del Rey)                   |                                       |
| 1982 |                              | Джин Вулф                                   | «Кіготь миротворця»                                                   | «The Claw of the Conciliator» | —                                     | Timescape                             |
| 1982 | Джон Краулі                  | «Малий, великий»                            | «Little, Big»                                                         | —                             | Bantam                                |                                       |
| 1982 | Роджер Желязни               | «Мінлива земля»                             | «The Changing Land»                                                   | —                             | Ballantine Del Rey                    |                                       |
| 1982 | Майкл Муркок                 | «Військовий собака та світова біль»         | «The War Hound and the World's Pain»                                  | —                             | Timescape                             |                                       |
| 1982 | Роберт Столлман              | «Поневолений»                               | «The Captive»                                                         | —                             | Timescape                             |                                       |
| 1982 | Кетрін Курц                  | «Кембер-єретик»                             | «Camber the Heretic»                                                  | —                             | Ballantine Del Rey                    |                                       |
| 1982 | Ф. Пол Вілсон                | «Застава»                                   | «The Keep»                                                            | —                             | Morrow                                |                                       |
| 1982 | Андре Нортон                 | «Корона зі сплетених рогів»                 | «Horn Crown»                                                          | —                             | DAW                                   |                                       |
| 1982 | Кейт Вільгельм               | «Відчуття тіні»                             | «A Sense of Shadow»                                                   | —                             | Houghton Mifflin                      |                                       |
| 1982 | Теніт Лі                     | «Лікантія або Вовчі діти»                   | «Lycanthia, or The Children of Wolves»                                | —                             | DAW                                   |                                       |
| 1982 | Челсі Квін Ярбро             | «Шлях затемнення»                           | «Path of the Eclipse»                                                 | —                             | St. Martin's                          |                                       |
| 1982 | Теніт Лі                     | «Майстер ілюзії»                            | «Delusion's Master»                                                   | —                             | DAW                                   |                                       |
| 1982 | Аврам Дейвідсон              | «Перегрин: Secundus»                        | «Peregrine: Secundus»                                                 | —                             | Berkley                               |                                       |
| 1982 | Джиліен Бредшоу              | «Королівство літа»                          | «Kingdom of Summer»                                                   | —                             | Simon & Schuster                      |                                       |
| 1982 | Лінда Голдемен               | «Есбае: Зимня казка»                        | «Esbae: A Winter's Tale»                                              | —                             | Avon                                  |                                       |
| 1982 | Патриція Райтсон             | «За вітром»                                 | «Journey Behind the Wind»                                             | —                             | Atheneum                              |                                       |
| 1982 | Ненсі Спрінгер               | «Соболиний Місяць»                          | «The Sable Moon»                                                      | —                             | Pocket                                |                                       |
| 1982 | Роджер Желязни               | «Шалена паличка»                            | «Madwand»                                                             | —                             | Phantasia; Ace                        |                                       |
| 1982 | Андре Нортон                 | «Грифон у славі»                            | «Gryphon in Glory»                                                    | —                             | Atheneum                              |                                       |
| 1982 | Мілдред Дауні Броксон        | «Занадто довга жертва»                      | «Too Long a Sacrifice»                                                | —                             | Dell                                  |                                       |
| 1982 | Стівен Кінг                  | «Куджо»                                     | «Cujo»                                                                | «Куджо»                       | Viking; КСД                           |                                       |
| 1982 | Пірс Ентоні                  | «Синій адепт»                               | «Blue Adept»                                                          | —                             | Ballantine Del Rey                    |                                       |
| 1983 |                              | Джин Вулф                                   | «Меч ліктора»                                                         | «The Sword of the Lictor»     | —                                     | Timescape                             |
| 1983 | Джин Вулф                    | «Цитадель Автарха»                          | «The Citadel of the Autarch»                                          | —                             | Timescape                             |                                       |
| 1983 | Джордж Р. Р. Мартін          | «Мрії Февра»                                | «Fevre Dream»                                                         | —                             | Poseidon                              |                                       |
| 1983 | Стівен Дональдсон            | «Одне дерево»                               | «The One Tree»                                                        | —                             | Ballantine Del Rey                    |                                       |
| 1983 | Філіп Дік                    | «Трансміграція Тімоті Арчера»               | «The Transmigration of Timothy Archer»                                | —                             | Timescape                             |                                       |
| 1983 | Пірс Ентоні                  | «Огр, огр»                                  | «Ogre, Ogre»                                                          | —                             | Ballantine Del Rey                    |                                       |
| 1983 | Челсі Квін Ярбро             | «Спокушаючи долю»                           | «Tempting Fate»                                                       | —                             | St. Martin's                          |                                       |
| 1983 | Пірс Ентоні                  | «Прохід кентаврів»                          | «Centaur Aisle»                                                       | —                             | Ballantine Del Rey                    |                                       |
| 1983 | Пірс Ентоні                  | «Суперечливість»                            | «Juxtaposition»                                                       | —                             | Ballantine Del Rey                    |                                       |
| 1983 | Кейт Вільгельм               | «О, Сюзанна!»                               | «Oh, Susannah!»                                                       | —                             | Houghton Mifflin                      |                                       |
| 1983 | Девід Еддінгз                | «Заручник пророцтва»                        | «Pawn of Prophecy»                                                    | —                             | Ballantine Del Rey                    |                                       |
| 1983 | Террі Брукс                  | «Ельфійський камінь Шаннари»                | «The Elfstones of Shannara»                                           | —                             | Ballantine Del Rey                    |                                       |
| 1983 | Ненсі Спрінгер               | «Чорне чудовисько»                          | «The Black Beast»                                                     | —                             | Timescape                             |                                       |
| 1983 | Ґлен Кук                     | «Меченосець»                                | «The Swordbearer»                                                     | —                             | Timescape                             |                                       |
| 1983 | Джиліен Бредшоу              | «У зимовій тіні»                            | «In Winter's Shadow»                                                  | —                             | Simon & Schuster                      |                                       |
| 1983 | Майкл Джон Гаррісон          | «У Вірконіумі»                              | «In Viriconium»                                                       | —                             | Gollancz                              |                                       |
| 1983 | Майкл Телбот                 | «Ніжна залежність»                          | «The Delicate Dependency»                                             | —                             | Avon                                  |                                       |
| 1983 | Робін Маккінлі               | «Синій меч»                                 | «The Blue Sword»                                                      | —                             | Morrow Greenwillow                    |                                       |
| 1983 | Чарльз Грант                 | «Кривавий вітер»                            | «The Bloodwind»                                                       | —                             | Fawcett                               |                                       |
| 1984 |                              | Меріон Зіммер Бредлі                        | «Тумани Авалона»                                                      | «The Mists of Avalon»         | —                                     | Knopf                                 |
| 1984 | Тім Пауерс                   | «Брама Анубіса»                             | «The Anubis Gates»                                                    | —                             | Ace                                   |                                       |
| 1984 | Джордж Р. Р. Мартін          | «Клапоть Армагеддону»                       | «The Armageddon Rag»                                                  | —                             | Poseidon                              |                                       |
| 1984 | Джек Венс                    | «Левиця: Сад Салдруна»                      | «Lyonesse: Suldrun's Garden»                                          | —                             | Berkley                               |                                       |
| 1984 | Стівен Дональдсон            | «Володар білого золота»                     | «White Gold Wielder»                                                  | —                             | Ballantine Del Rey                    |                                       |
| 1984 | Стівен Кінг                  | «Крістіна»                                  | «Christine»                                                           | «Крістіна»                    | Viking; КСД                           |                                       |
| 1984 | Стівен Кінг                  | «Цвинтар домашніх тварин»                   | «Pet Sematary»                                                        | «Кладовище домашніх тварин»   | Doubleday; КСД                        |                                       |
| 1984 | Керолайн Черрі               | «Камінь мрій»                               | «The Dreamstone»                                                      | —                             | DAW                                   |                                       |
| 1984 | Роберта Мак-Евой             | «Даміано»                                   | «Damiano»                                                             | —                             | Bantam                                |                                       |
| 1984 | Семюел Ділейні               | «Неверйон, або казка про знаки та міста»    | «Neveryóna or: The Tale of Signs and Cities»                          | —                             | Bantam                                |                                       |
| 1984 | Пірс Ентоні                  | «Дракон на п'єдесталі»                      | «Dragon on a Pedestal»                                                | —                             | Ballantine Del Rey                    |                                       |
| 1984 | Орсон Скотт Кард             | «Надія Гарта»                               | «Hart's Hope»                                                         | —                             | Berkley                               |                                       |
| 1984 | Джек Венс                    | «Сага про Кугеля»                           | «Cugel's Saga»                                                        | —                             | Timescape                             |                                       |
| 1984 | Марта Рендолл                | «Меч зими»                                  | «The Sword of Winter»                                                 | —                             | Timescape                             |                                       |
| 1984 | Роберта Мак-Евой             | «Чаювання з чорним драконом»                | «Tea with the Black Dragon»                                           | —                             | Bantam                                |                                       |
| 1984 | Дейвід Еддінгз               | «Магічний гамбіт»                           | «Magician's Gambit»                                                   | —                             | Ballantine Del Rey                    |                                       |
| 1984 | Керолайн Черрі               | «Дерево мечів та коштовностей»              | «The Tree of Swords and Jewels»                                       | —                             | DAW                                   |                                       |
| 1984 | Пірс Ентоні                  | «На блідому коні»                           | «On a Pale Horse»                                                     | —                             | Ballantine Del Rey                    |                                       |
| 1984 | Пітер Страуб                 | «Пловучий дракон»                           | «Floating Dragon»                                                     | —                             | Putnam                                |                                       |
| 1984 | Міхаель Енде                 | «Історія без кінця»                         | «The Neverending Story» (переклад роману «Die unendliche Geschichte») | «Нескінченна історія»         | Doubleday; Видавництво Старого Лева   |                                       |
| 1984 | Теніт Лі                     | «Аначір»                                    | «Anackire»                                                            | —                             | DAW                                   |                                       |
| 1984 | Джон М. Форд                 | «Дракон в очікуванні»                       | «The Dragon Waiting»                                                  | —                             | Timescape                             |                                       |
| 1984 | Теніт Лі                     | «Співали у тіні»                            | «Sung in Shadow»                                                      | —                             | DAW                                   |                                       |
| 1984 | Андре Нортон                 | «Бережися сокола»                           | «Ware Hawk»                                                           | —                             | Atheneum                              |                                       |
| 1984 | Вільям Ґолдмен               | «Безмовні гондольєри»                       | «The Silent Gondoliers»                                               | —                             | Ballantine Del Rey                    |                                       |
| 1984 | Еванджелін Волтон            | «Кований меч»                               | «The Sword Is Forged»                                                 | —                             | Timescape                             |                                       |
| 1985 |                              | Роберт Гайнлайн                             | «Йов, або комедія справедливості»                                     | «Job: A Comedy of Justice»    | —                                     | Ballantine Del Rey                    |
| 1985 | Роберта Мак-Евой             | «Лютня Даміано»                             | «Damiano's Lute»                                                      | —                             | Bantam                                |                                       |
| 1985 | Роберта Мак-Евой             | «Рафаель»                                   | «Raphael»                                                             | —                             | Bantam                                |                                       |
| 1985 | Стівен Кінг, Пітер Страуб    | «Талісман»                                  | «The Talisman»                                                        | «Талісман»                    | Viking; КСД                           |                                       |
| 1985 | Грег Бір                     | «Концерт нескінченості»                     | «The Infinity Concerto»                                               | —                             | Berkley                               |                                       |
| 1985 | Роберт Сілвеберґ             | «Цар Гільгамеш»                             | «Gilgamesh the King»                                                  | —                             | Arbor House                           |                                       |
| 1985 | Барбара Гемблі               | «Дами Мандригіна»                           | «The Ladies of Mandrigyn»                                             | —                             | Ballantine Del Rey                    |                                       |
| 1985 | Девід Еддінгз                | «Кінець гри чарівників»                     | «Enchanters' End Game»                                                | —                             | Ballantine Del Rey                    |                                       |
| 1985 | Томас Діш                    | «Бізнесмен: жахлива казка»                  | «The Businessman: A Tale of Terror»                                   | —                             | Harper & Row                          |                                       |
| 1985 | Пірс Ентоні                  | «Піднімаючи пісочний годинник»              | «Bearing an Hourglass»                                                | —                             | Ballantine Del Rey                    |                                       |
| 1985 | Пірс Ентоні                  | «Їдка пряжа»                                | «Crewel Lye: A Caustic Yarn»                                          | —                             | Ballantine Del Rey                    |                                       |
| 1985 | Дейвід Еддінгз               | «Замок чарів»                               | «Castle of Wizardry»                                                  | —                             | Ballantine Del Rey                    |                                       |
| 1985 | Роберт Голдсток              | «Ліс Міфаго»                                | «Mythago Wood»                                                        | —                             | Gollancz                              |                                       |
| 1985 | Майкл Бішоп                  | «Хто змусив Стіві плакати?»                 | «Who Made Stevie Crye?»                                               | —                             | Arkham House                          |                                       |
| 1985 | С. П. Сомтов                 | «Союз вампірів»                             | «Vampire Junction»                                                    | —                             | Donning                               |                                       |
| 1985 | Джейн Йолен                  | «Карти горя»                                | «Cards of Grief»                                                      | —                             | Ace                                   |                                       |
| 1985 | Робін Маккінлі               | «Герой та корона»                           | «The Hero and the Crown»                                              | —                             | Morrow Greenwillow                    |                                       |
| 1985 | Річард Едамс                 | «Майя»                                      | «Maia»                                                                | —                             | Viking UK; Knopf                      |                                       |
| 1985 | Анджела Картер               | «Ночі у цирку»                              | «Nights at the Circus»                                                | —                             | Chatto & Windus; Viking               |                                       |
| 1985 | Діана Л. Пексон              | «Брісінґамен»                               | «Brisingamen»                                                         | —                             | Berkley                               |                                       |
| 1985 | Чарльз де Лінт               | «Місячне серце»                             | «Moonheart»                                                           | —                             | Ace                                   |                                       |
| 1985 | Фред Сейберхеген             | «Третя книга Мечів»                         | «The Third Book of Swords»                                            | —                             | Tor                                   |                                       |
| 1985 | Діана Вінн Джонс             | «Лицар на золотому коні»                    | «Fire and Hemlock»                                                    | —                             | Greenwillow                           |                                       |
| 1985 | Рафаель Алоїзіус Лафферті    | «Половина неба»                             | «Half a Sky»                                                          | —                             | Corroboree                            |                                       |
| 1985 | Т. Е. Д. Клайн               | «Церемонії»                                 | «The Ceremonies»                                                      | —                             | Viking                                |                                       |
| 1985 | Кетрін Курц                  | «Спадкоємець єпископа»                      | «The Bishop's Heir»                                                   | —                             | Ballantine Del Rey                    |                                       |
| 1985 | Ллойд Александер             | «Королева-жебрачка»                         | «The Beggar Queen»                                                    | —                             | Dutton                                |                                       |
| 1986 |                              | Роджер Желязни                              | «Карти долі»                                                          | «Trumps of Doom»              | «Козирі долі»                         | Arbor House; Навчальна книга - Богдан |
| 1986 | Роберта Мак-Евой             | «Книга Келлса»                              | «The Book of Kells»                                                   | —                             | Bantam Spectra                        |                                       |
| 1986 | Барбара Гемблі               | «Загибель драконів»                         | «Dragonsbane»                                                         | —                             | Ballantine Del Rey                    |                                       |
| 1986 | Енн Райс                     | «Вампир Лестат»                             | «The Vampire Lestat»                                                  | —                             | Knopf                                 |                                       |
| 1986 | Джек Венс                    | «Левиця: Зелена перлина»                    | «Lyonesse: The Green Pearl»                                           | —                             | Underwood-Miller; Berkley             |                                       |
| 1986 | Кетрін Курц                  | «Королівське правосуддя»                    | «The King's Justice»                                                  | —                             | Ballantine Del Rey                    |                                       |
| 1986 | Гай Геврієл Кей              | «Літнє дерево»                              | «The Summer Tree»                                                     | —                             | Arbor House                           |                                       |
| 1986 | Лайза Голдштайн              | «Кінець гри чарівників»                     | «The Dream Years»                                                     | —                             | Bantam Spectra                        |                                       |
| 1986 | Пірс Ентоні                  | «Із заплутаним мотком»                      | «With a Tangled Skein»                                                | —                             | Ballantine Del Rey                    |                                       |
| 1986 | Патриція Годжелл             | «Темний Місяць»                             | «Dark of the Moon»                                                    | —                             | Atheneum                              |                                       |
| 1986 | Реймонд Файст                | «Срібний шип»                               | «Silverthorn»                                                         | —                             | Doubleday                             |                                       |
| 1986 | Чарльз де Лінт               | «Муленгро: циганська казка»                 | «Mulengro: A Romany Tale»                                             | —                             | Ace                                   |                                       |
| 1986 | Річард Лупофф                | «Книга Лавкрафта»                           | «Lovecraft's Book»                                                    | —                             | Arkham House                          |                                       |
| 1986 | Стівен Браст                 | «Зламаний палац»                            | «Brokedown Palace»                                                    | —                             | Ace                                   |                                       |
| 1986 | Клайв Баркер                 | «Проклята гра»                              | «The Damnation Game»                                                  | —                             | Weidenfeld & Nicholson                |                                       |
| 1986 | Террі Брукс                  | «Пісня Шаннари»                             | «The Wishsong of Shannara»                                            | —                             | Ballantine Del Rey                    |                                       |
| 1986 | Маргарет Ліндгольм           | «Чарівник голубів»                          | «Wizard of the Pigeons»                                               | —                             | Ace                                   |                                       |
| 1986 | Майкл Ши                     | «У Яна, дотик безсмертного»                 | «In Yana, the Touch of Undying»                                       | —                             | DAW                                   |                                       |
| 1986 | Парк Годвін                  | «Остання райдуга»                           | «The Last Rainbow»                                                    | —                             | Bantam Spectra                        |                                       |
| 1986 | Ненсі Віллард                | «Речі, які неможливо побачити»              | «Things Invisible to See»                                             | —                             | Knopf                                 |                                       |
| 1986 | Шері С. Теппер               | «Пісня Мевіна Багатоформного»               | «The Song of Mavin Manyshaped»                                        | —                             | Ace                                   |                                       |
| 1986 | Ненсі Спрінгер               | «Крила полум'я»                             | «Wings of Flame»                                                      | —                             | Tor                                   |                                       |
| 1986 | Сюзі Маккі Чарнас            | «Бронзовий король»                          | «The Bronze King»                                                     | —                             | Houghton Mifflin                      |                                       |
| 1986 | Шері С. Теппер               | «Маріанна, чаклун та мантикора»             | «Marianne, The Magus, and the Manticore»                              | —                             | Ace                                   |                                       |
| 1987 |                              | Джин Вулф                                   | «Солдат туману»                                                       | «Soldier of the Mist»         | —                                     | Tor                                   |
| 1987 | Роджер Желязни               | «Кров Бурштинії»                            | «Blood of Amber»                                                      | «Кров Амбера»                 | Arbor House; Навчальна книга - Богдан |                                       |
| 1987 | Стівен Кінг                  | «Воно»                                      | «It»                                                                  | «Воно»                        | Viking; КСД                           |                                       |
| 1987 | Теодор Стерджон              | «Боже тіло»                                 | «Godbody»                                                             | —                             | Donald I. Fine                        |                                       |
| 1987 | Роберта Мак-Евой             | «Скручуючи мотузку»                         | «Twisting the Rope»                                                   | —                             | Bantam Spectra                        |                                       |
| 1987 | Пітер Бігл                   | «Повітряний народ»                          | «The Folk of the Air»                                                 | —                             | Ballantine Del Rey                    |                                       |
| 1987 | Грег Бір                     | «Зміїний маг»                               | «The Serpent Mage»                                                    | —                             | Berkley                               |                                       |
| 1987 | Маргарет Ліндгольм           | «Чарівник голубів»                          | «Wizard of the Pigeons»                                               | —                             | Ace                                   |                                       |
| 1987 | Кетрін Курц                  | «У пошуках святого Кембера»                 | «The Quest for Saint Camber»                                          | —                             | Ballantine Del Rey                    |                                       |
| 1987 | Реймонд Файст                | «Темрява у Сетаноні»                        | «A Darkness at Sethanon»                                              | —                             | Doubleday                             |                                       |
| 1987 | Стівен Дональдсон            | «Дзеркало її мрій»                          | «The Mirror of Her Dreams»                                            | —                             | Ballantine Del Rey                    |                                       |
| 1987 | Гай Геврієл Кей              | «Найтемніший шлях»                          | «The Darkest Road»                                                    | —                             | Arbor House                           |                                       |
| 1987 | Террі Брукс                  | «Продається чарівне королівство — продано!» | «Magic Kingdom for Sale — Sold!»                                      | —                             | Ballantine Del Rey                    |                                       |
| 1987 | Джеймс Блейлок               | «Гомункулус»                                | «Homunculus»                                                          | —                             | Ace                                   |                                       |
| 1987 | Пірс Ентоні                  | «Володіння червоним мечем»                  | «Wielding a Red Sword»                                                | —                             | Ballantine Del Rey                    |                                       |
| 1987 | Пет Мерфі                    | «Падаюча жінка»                             | «The Falling Woman»                                                   | —                             | Tor                                   |                                       |
| 1987 | Майкл Муркок                 | «Герой та корона»                           | «The Dragon in the Sword»                                             | —                             | Ace                                   |                                       |
| 1987 | Шері С. Теппер               | «Джиніан з зоряними очима»                  | «Jinian Star-Eye»                                                     | —                             | Tor                                   |                                       |
| 1987 | Естер Фріснер                | «Лицар Нью-Йорку»                           | «New York By Knight»                                                  | —                             | Signet                                |                                       |
| 1987 | Пол Андерсон, Карен Андерсон | «Дев'ять королев»                           | «Roma Mater»                                                          | —                             | Baen                                  |                                       |
| 1987 | Джудіт Тарр                  | «Божі пси»                                  | «The Hounds of God»                                                   | —                             | Bluejay                               |                                       |
| 1987 | Джефф Раймен                 | «Нескорена країна: історія життя»           | «The Unconquered Country: A Life History»                             | —                             | Allen & Unwin                         |                                       |
| 1987 | Чарльз де Лінт               | «Ярроу: осіння казка»                       | «Yarrow: An Autumn Tale»                                              | —                             | Ace                                   |                                       |
| 1987 | Ремзі Кемпбелл               | «Голодний Місяць»                           | «The Hungry Moon»                                                     | —                             | Macmillan                             |                                       |
| 1987 | Барбара Гемблі               | «Загибель драконів»                         | «Dragonsbane»                                                         | —                             | Ballantine Del Rey                    |                                       |
| 1987 | Джон Морріссі                | «Голос для принцеси»                        | «A Voice for Princess»                                                | —                             | Ace                                   |                                       |
| 1987 | Террі Біссон                 | «Балакун»                                   | «Talking Man»                                                         | —                             | Arbor House                           |                                       |
| 1988 |                              | Орсон Скотт Кард                            | «Сьомий син»                                                          | «Seventh Son»                 | —                                     | Tor                                   |
| 1988 | Тім Пауерс                   | «На дивних хвилях»                          | «On Stranger Tides»                                                   | —                             | Ace                                   |                                       |
| 1988 | Роджер Желязни               | «Знак Хаосу»                                | «Sign of Chaos»                                                       | «Знак Хаосу»                  | Arbor House; Навчальна книга - Богдан |                                       |
| 1988 | Клайв Баркер                 | «Витканий світ»                             | «Weaveworld»                                                          | —                             | Simon & Schuster/Poseidon; Collins    |                                       |
| 1988 | Конні Вілліс                 | «Сни Лінкольна»                             | «Lincoln's Dreams»                                                    | —                             | Bantam Spectra                        |                                       |
| 1988 | Джон Краулі                  | «Аєгипет»                                   | «Ægypt»                                                               | —                             | Bantam Spectra                        |                                       |
| 1988 | Барбара Гемблі               | «Відьми з Веншара»                          | «The Witches of Wenshar»                                              | —                             | Ballantine Del Rey                    |                                       |
| 1988 | Роберта Мак-Евой             | «Сірий кінь»                                | «The Grey Horse»                                                      | —                             | Bantam Spectra                        |                                       |
| 1988 | К. В. Джетер                 | «Пекельні пристрої»                         | «Infernal Devices»                                                    | —                             | St. Martin's                          |                                       |
| 1988 | Девід Еддінгз                | «Захисники Заходу»                          | «Guardians of the West»                                               | —                             | Ballantine Del Rey                    |                                       |
| 1988 | Стівен Дональдсон            | «Чоловік проїжджає»                         | «A Man Rides Through»                                                 | —                             | Ballantine Del Rey                    |                                       |
| 1988 | Пірс Ентоні                  | «Бути зеленою матір'ю»                      | «Being a Green Mother»                                                | —                             | Ballantine Del Rey                    |                                       |
| 1988 | Емма Булл                    | «Війна дубів»                               | «War for the Oaks»                                                    | —                             | Ace                                   |                                       |
| 1988 | Джонатан Керрол              | «Кістки Місяцю»                             | «Bones of the Moon»                                                   | —                             | Century; Arbor House                  |                                       |
| 1988 | Роберт Маккаммон             | «Лебедина пісня»                            | «Swan Song»                                                           | —                             | Pocket                                |                                       |
| 1988 | Стівен Кінг                  | «Малюючи дерево»                            | «The Drawing of the Three»                                            | «Темна Вежа II: Крізь час»    | Donald M. Grant; КСД                  |                                       |
| 1988 | Джеймс Блейлок               | «Земля мрій»                                | «Land of Dreams»                                                      | —                             | Arbor House                           |                                       |
| 1988 | Патрісія Ґірі                | «Дивні іграшки»                             | «Strange Toys»                                                        | —                             | Bantam Spectra                        |                                       |
| 1988 | Реймонд Файст, Дженні Вьортс | «Донька Імперії»                            | «Daughter of the Empire»                                              | —                             | Doubleday                             |                                       |
| 1988 | Меріон Зіммер Бредлі         | «Головня»                                   | «The Firebrand»                                                       | —                             | Simon & Schuster                      |                                       |
| 1988 | Кірк Мітчелл                 | «Ніколи не пара»                            | «Never the Twain»                                                     | —                             | Ace                                   |                                       |
| 1988 | Катаріна Керр                | «Темні чари»                                | «Darkspell»                                                           | —                             | Doubleday                             |                                       |
| 1988 | Террі Пратчетт               | «Право на Чари»                             | «Equal Rites»                                                         | «Право на Чари»               | Gollancz; Видавництво Старого Лева    |                                       |
| 1988 | Пет Мерфі                    | «Падаюча жінка»                             | «The Falling Woman»                                                   | —                             | Tor                                   |                                       |
| 1989 |                              | Орсон Скотт Кард                            | «Червоний пророк»                                                     | «Red Prophet»                 | —                                     | Tor                                   |
| 1989 | Керолайн Черрі               | «Паладин»                                   | «The Paladin»                                                         | —                             | Baen                                  |                                       |
| 1989 | Джин Вулф                    | «Є двері»                                   | «There Are Doors»                                                     | —                             | Tor                                   |                                       |
| 1989 | Майкл Бішоп                  | «Гора єдинорога»                            | «Unicorn Mountain»                                                    | —                             | Morrow/Arbor House                    |                                       |
| 1989 | Дейвід Еддінгз               | «Король Мургоса»                            | «King of the Murgos»                                                  | —                             | Ballantine Del Rey                    |                                       |
| 1989 | Джеймс Блейлок               | «Остання монета»                            | «The Last Coin»                                                       | —                             | Ace                                   |                                       |
| 1989 | Баррі Г'югарт                | «Історія камня»                             | «The Story of the Stone»                                              | —                             | Doubleday Foundation                  |                                       |
| 1989 | Чарльз де Лінт               | «Зелена мантія»                             | «Greenmantle»                                                         | —                             | Ace                                   |                                       |
| 1989 | Роберт Голдсток              | «Лавондисс»                                 | «Lavondyss»                                                           | —                             | Gollancz                              |                                       |
| 1989 | Тед Вільямс                  | «Трон із драконових кісток»                 | «The Dragonbone Chair»                                                | «Трон із драконових кісток»   | DAW; Апріорі                          |                                       |
| 1989 | Альфред А. Аттаназіо         | «Виверна»                                   | «Wyvern»                                                              | —                             | Ticknor & Fields                      |                                       |
| 1989 | Елізабет Скарборо            | «Війна цілителя»                            | «The Healer's War»                                                    | —                             | Doubleday Foundation                  |                                       |
| 1989 | Естер Фріснер                | «Кров друїда»                               | «Druid's Blood»                                                       | —                             | NAL Signet                            |                                       |
| 1989 | Теніт Лі                     | «Білий змій»                                | «The White Serpent»                                                   | —                             | DAW                                   |                                       |
| 1989 | Джейн Йолен                  | «Сестра світла, сестра темна»               | «Sister Light, Sister Dark»                                           | —                             | Tor                                   |                                       |
| 1989 | Террі Пратчетт               | «Віщі сестри»                               | «Wyrd Sisters»                                                        | «Віщі сестри»                 | Gollancz; Видавництво Старого Лева    |                                       |
| 1989 | Том Голт                     | «Хто боїться Беовульфа?»                    | «Who's Afraid of Beowulf?»                                            | —                             | St. Martin's                          |                                       |
| 1989 | Патриція Маккілліп           | «Мінливе море»                              | «The Changeling Sea»                                                  | —                             | Atheneum                              |                                       |
| 1989 | Маргарет Ліндгольм           | «Народ Північного Оленя»                    | «The Reindeer People»                                                 | —                             | Ace                                   |                                       |
| 1989 | Джонатан Керрол              | «Сон у полум'ї»                             | «Sleeping in Flame»                                                   | —                             | Legend                                |                                       |
| 1989 | Діана Л. Пексон              | «Білий ворон»                               | «The White Raven»                                                     | —                             | Morrow                                |                                       |
| 1989 | Мікаела Росснер              | «Гуляюча жінка»                             | «Walkabout Woman»                                                     | —                             | Bantam Spectra                        |                                       |
| 1989 | Сьюзен Шварц                 | «Шовкові дороги та тіні»                    | «Silk Roads and Shadows»                                              | —                             | Tor                                   |                                       |
| 1989 | Кара Делкі                   | «Соловій»                                   | «The Nightingale»                                                     | —                             | Ace                                   |                                       |
| 1989 | Крейг Стрет                  | «Смерть у домі духів»                       | «Death in the Spirit House»                                           | —                             | Doubleday Foundation                  |                                       |

### 1990-ті
| Рік  | Фотографія лауреата                                         | Лауреати та номінанти                            | Назва роману                                                          | Назва роману мовою оригіналу                                                   | Переклад українською                                    | Видавництво                                    |
| ---- | ----------------------------------------------------------- | ------------------------------------------------ | --------------------------------------------------------------------- | ------------------------------------------------------------------------------ | ------------------------------------------------------- | ---------------------------------------------- |
| 1990 |                                                             | Орсон Скотт Кард                                 | «Підмайстер Елвін»                                                    | «Prentice Alvin»                                                               | —                                                       | Tor                                            |
| 1990 | Тім Пауерс                                                  | «Натиск її дотика»                               | «The Stress of Her Regard»                                            | —                                                                              | Ace                                                     |                                                |
| 1990 | Джин Вулф                                                   | «Воїн арете»                                     | «Soldier of Arete»                                                    | —                                                                              | Tor                                                     |                                                |
| 1990 | Керолайн Черрі                                              | «Русалка»                                        | «Rusalka»                                                             | —                                                                              | Ballantine Del Rey                                      |                                                |
| 1990 | Брюс Мак-Аллістер                                           | «Крихітка мрій»                                  | «Dream Baby»                                                          | —                                                                              | Tor                                                     |                                                |
| 1990 | Джек Венс                                                   | «Левиця: Мадук»                                  | «Lyonesse: Madouc»                                                    | —                                                                              | Underwood-Miller                                        |                                                |
| 1990 | Джейн Йолен                                                 | «Біла Дженна»                                    | «White Jenn»                                                          | —                                                                              | Tor                                                     |                                                |
| 1990 | Салман Рушді                                                | «Сатанинські вірші»                              | «The Satanic Verses»                                                  | «Сатанинські вірші»                                                            | Viking UK; Viking; Видавництво Жупанського; Фабула      |                                                |
| 1990 | Дейвід Еддінгз                                              | «Чарівниця Даршиви»                              | «Sorceress of Darshiva»                                               | —                                                                              | Ballantine Del Rey                                      |                                                |
| 1990 | Джонатан Керрол                                             | «Дитя в небі»                                    | «A Child Across the Sky»                                              | —                                                                              | Legend; Century                                         |                                                |
| 1990 | Лайза Голдштайн                                             | «Туристи»                                        | «Tourists»                                                            | —                                                                              | Simon & Schuster                                        |                                                |
| 1990 | Майкл Муркок                                                | «Фортеця перлини»                                | «The Fortress of the Pearl»                                           | —                                                                              | Gollancz; Ace                                           |                                                |
| 1990 | Джеймс Блейлок                                              | «Кам'яний гігант»                                | «The Stone Giant»                                                     | —                                                                              | Ace                                                     |                                                |
| 1990 | Террі Пратчетт                                              | «Варта! Варта!»                                  | «Guards! Guards!»                                                     | «Варта! Варта!»                                                                | Gollancz; Видавництво Старого Лева                      |                                                |
| 1990 | Патриція Ріді                                               | «Білосніжка та Червона Розочка»                  | «Snow White and Rose Red»                                             | —                                                                              | Tor                                                     |                                                |
| 1990 | Теніт Лі                                                    | «Героїня світу»                                  | «A Heroine of the World»                                              | —                                                                              | DAW                                                     |                                                |
| 1990 | Шері С. Теппер                                              | «Маріанна, сірникова коробка та малахітова миша» | «Marianne, the Matchbox, and the Malachite Mouse»                     | —                                                                              | Ace                                                     |                                                |
| 1990 | Джудіт Тарр                                                 | «Ars Magica»                                     | «Ars Magica»                                                          | —                                                                              | Bantam Spectra                                          |                                                |
| 1990 | Таня Хафф                                                   | «Ворота темряви, круг світла»                    | «Gate of Darkness, Circle of Light»                                   | —                                                                              | DAW                                                     |                                                |
| 1990 | Ненсі Спрінгер                                              | «Апокаліпсис»                                    | «Apocalypse»                                                          | —                                                                              | Baen                                                    |                                                |
| 1990 | Мелінда М. Снодграсс                                        | «Гамбіт королеви відхилено»                      | «Queen's Gambit Declined»                                             | —                                                                              | Popular Library Questar                                 |                                                |
| 1990 | Стівен Р. Логед                                             | «Артур»                                          | «Arthur»                                                              | —                                                                              | Crossway                                                |                                                |
| 1990 | Девід Генрі Вілсон                                          | «Пацюк кучера»                                   | «The Coachman Rat»                                                    | —                                                                              | Robinson; Carroll & Graf                                |                                                |
| 1990 | Стів Еріксон                                                | «Мандрівки чорного годинника»                    | «Tours of the Black Clock»                                            | —                                                                              | Poseidon                                                |                                                |
| 1990 | Дональд Гарінтон                                            | «Таргани залишку»                                | «The Cockroaches of Stay More»                                        | —                                                                              | Harcourt Brace Jovanovich                               |                                                |
| 1991 |                                                             | Урсула Ле Гуїн                                   | «Техану»                                                              | «Tehanu: The Last Book of Earthsea»                                            | «Техану»                                                | Macmillan Atheneum; Навчальна книга-Богдан     |
| 1991 | Террі Пратчетт, Ніл Ґеймен                                  | «Добрі знамення»                                 | «Good Omens: The Nice and Accurate Prophecies of Agnes Nutter, Witch» | «Добрі передвісники: ґрунтовні й вичерпні пророцтва Агнеси Оглашенної, відьми» | Gollancz; Workman; КМ-БУКС                              |                                                |
| 1991 | Гай Геврієл Кей                                             | «Тігана»                                         | «Tigana»                                                              | —                                                                              | Roc                                                     |                                                |
| 1991 | Джеймс Морроу                                               | «Єдина донька від народження»                    | «Only Begotten Daughter»                                              | —                                                                              | Morrow                                                  |                                                |
| 1991 | Еллен Кушнер                                                | «Томас-римувальник»                              | «Thomas the Rhymer»                                                   | —                                                                              | Morrow                                                  |                                                |
| 1991 | Роберт Джордан                                              | «Око Світу»                                      | «The Eye of the World»                                                | «Око світу»                                                                    | Tor; НК Богдан                                          |                                                |
| 1991 | Теніт Лі                                                    | «Кров троянд»                                    | «The Blood of Roses»                                                  | —                                                                              | Legend                                                  |                                                |
| 1991 | Реймонд Файст, Дженні Вьортс                                | «Слуга Імперії»                                  | «Servant of the Empire»                                               | —                                                                              | Doubleday Foundation                                    |                                                |
| 1991 | Чарльз де Лінт                                              | «Скуштуй місячного світла»                       | «Drink Down the Moon»                                                 | —                                                                              | Ace                                                     |                                                |
| 1991 | Мері Джентл                                                 | «Щури та ґаргульї»                               | «Rats and Gargoyles»                                                  | —                                                                              | Bantam UK                                               |                                                |
| 1991 | Чарльз де Лінт                                              | «Ліс духів»                                      | «Ghostwood»                                                           | —                                                                              | Pulphouse                                               |                                                |
| 1991 | Террі Пратчетт                                              | «Рухомі картинки»                                | «Moving Pictures»                                                     | «Рухомі картинки»                                                              | Gollancz; Видавництво Старого Лева                      |                                                |
| 1991 | Патриція Ріді                                               | «Угода з драконом»                               | «Dealing with Dragons»                                                | —                                                                              | Harcourt Brace Jovanovich                               |                                                |
| 1991 | Алан Бреннерт                                               | «Час і шанс»                                     | «Time and Chance»                                                     | —                                                                              | Tor                                                     |                                                |
| 1991 | Майкл Кандел                                                | «Між драконами»                                  | «In Between Dragons»                                                  | —                                                                              | Bantam Spectra                                          |                                                |
| 1991 | Гаель Бодіно                                                | «Легкий топор»                                   | «Gossamer Axe»                                                        | —                                                                              | Penguin/Roc                                             |                                                |
| 1991 | Майкл Скотт Роуен                                           | «Переслідувати ранок»                            | «Chase the Morning»                                                   | —                                                                              | Orbit                                                   |                                                |
| 1991 | Джин Вулф                                                   | «Вид на замок»                                   | «Castleview»                                                          | —                                                                              | Tor                                                     |                                                |
| 1992 |                                                             | Шері С. Теппер                                   | «Красуня»                                                             | «Beauty»                                                                       | —                                                       | Doubleday Foundation                           |
| 1992 | Чарльз де Лінт                                              | «Маленька країна»                                | «The Little Country»                                                  | —                                                                              | Morrow                                                  |                                                |
| 1992 | Баррі Г'югарт                                               | «Вісім досвідчених джентльменів»                 | «Eight Skilled Gentlemen»                                             | —                                                                              | Doubleday Foundation                                    |                                                |
| 1992 | Єн Макдональд                                               | «Король ранку, королева дня»                     | «King of Morning, Queen of Day»                                       | —                                                                              | Bantam Spectra                                          |                                                |
| 1992 | Барбара Гемблі                                              | «Безодня веселки»                                | «The Rainbow Abyss»                                                   | —                                                                              | Grafton; Ballantine Del Rey                             |                                                |
| 1992 | Ніл Баррет-молодший                                         | «Ватага майбутнього»                             | «The Hereafter Gang»                                                  | —                                                                              | Mark V. Ziesing                                         |                                                |
| 1992 | Террі Пратчетт                                              | «Відьми за кордоном»                             | «Witches Abroad»                                                      | «Відьми за кордоном»                                                           | Gollancz; Transworld Digital; Видавництво Старого Лева  |                                                |
| 1992 | С. П. Сомтов                                                | «Біг ріки»                                       | «Riverrun»                                                            | —                                                                              | Avon                                                    |                                                |
| 1992 | Джонатан Керрол                                             | «За стінами собачого музею»                      | «Outside the Dog Museum»                                              | —                                                                              | Macdonald                                               |                                                |
| 1992 | Роберта Мак-Евой                                            | «Король мертвих»                                 | «King of the Dead»                                                    | —                                                                              | Morrow                                                  |                                                |
| 1992 | Елізабет Скарборо                                           | «Нічого священного»                              | «Nothing Sacred»                                                      | —                                                                              | Doubleday Foundation                                    |                                                |
| 1992 | Патриція Маккілліп                                          | «Чарівниця та молодий лебідь»                    | «The Sorceress and the Cygnet»                                        | —                                                                              | Ace                                                     |                                                |
| 1992 | Майкл Муркок                                                | «Помста рози»                                    | «The Revenge of the Rose»                                             | —                                                                              | Grafton; Ace                                            |                                                |
| 1992 | Маргарет Ліндгольм                                          | «Розколоті копита»                               | «Cloven Hooves»                                                       | —                                                                              | Bantam Spectra                                          |                                                |
| 1992 | Джеймс Блейлок                                              | «Чарівні окуляри»                                | «The Magic Spectacles»                                                | —                                                                              | Morrigan                                                |                                                |
| 1992 | Том де Гейвен                                               | «Кінцева людина»                                 | «The End-of-Everything Man»                                           | —                                                                              | Doubleday Foundation                                    |                                                |
| 1992 | Том Голт                                                    | «Летючий голландець»                             | «Flying Dutch»                                                        | —                                                                              | Orbit; St. Martin's                                     |                                                |
| 1992 | Вілл Шеттерлі                                               | «Десь»                                           | «Elsewhere»                                                           | —                                                                              | Harcourt Brace Jovanovich                               |                                                |
| 1992 | Крістін Кетрін Раш                                          | «Білі тумани сили»                               | «The White Mists of Power»                                            | —                                                                              | Roc                                                     |                                                |
| 1992 | Мері Джентл                                                 | «Структура бажання»                              | «The Architecture of Desire»                                          | —                                                                              | Bantam UK                                               |                                                |
| 1992 | Пола Вольски                                                | «Ілюзія»                                         | «Illusion»                                                            | —                                                                              | Gollancz; Bantam Spectra                                |                                                |
| 1993 |                                                             | Тім Пауерс                                       | «Last Call»                                                           | «Останній заклик»                                                              | —                                                       | Morrow                                         |
| 1993 | Лоїс Макмастер Буджолд                                      | «Кільце духів»                                   | «The Spirit Ring»                                                     | —                                                                              | Baen                                                    |                                                |
| 1993 | Джейн Йолен                                                 | «Браяр Роуз»                                     | «Briar Rose»                                                          | —                                                                              | Tor                                                     |                                                |
| 1993 | Гай Геврієл Кей                                             | «Пісня для Арбонни»                              | «A Song for Arbonne»                                                  | —                                                                              | Viking Canada; Crown                                    |                                                |
| 1993 | Джефф Раймен                                                | «Було»                                           | «Was»                                                                 | —                                                                              | HarperCollins UK; Knopf                                 |                                                |
| 1993 | Мерседес Лекі                                               | «Вітри змін»                                     | «Winds of Change»                                                     | —                                                                              | DAW                                                     |                                                |
| 1993 | Барбара Гемблі                                              | «Чарівники ночі»                                 | «The Magicians of Night»                                              | —                                                                              | Ballantine Del Rey; HarperCollins UK                    |                                                |
| 1993 | Роберт Джордан                                              | «Мряка здіймається»                              | «The Shadow Rising»                                                   | —                                                                              | Tor                                                     |                                                |
| 1993 | Девід Еддінгз                                               | «Куполи вогню»                                   | «Domes of Fire»                                                       | —                                                                              | HarperCollins UK; Ballantine Del Rey                    |                                                |
| 1993 | Террі Пратчетт                                              | «Дрібні боги»                                    | «Small Gods»                                                          | «Дрібні боги»                                                                  | Gollancz                                                |                                                |
| 1993 | Елізабет Скарборо                                           | «Останній притулок»                              | «Last Refuge»                                                         | —                                                                              | Bantam Spectra                                          |                                                |
| 1993 | Дейв Дункан                                                 | «Ріжучий край»                                   | «The Cutting Edge»                                                    | —                                                                              | Ballantine Del Rey                                      |                                                |
| 1993 | Діана Вінн Джонс                                            | «Раптова дика магія»                             | «A Sudden Wild Magic»                                                 | —                                                                              | Morrow AvoNova                                          |                                                |
| 1993 | Стівен Браст, Маргарет Ліндгольм                            | «Циган»                                          | «The Gypsy»                                                           | —                                                                              | Tor                                                     |                                                |
| 1993 | С. П. Сомтов                                                | «Ліс уночі»                                      | «Forest of the Night»                                                 | —                                                                              | AvoNova                                                 |                                                |
| 1993 | Сьюзен Полвік                                               | «Політ на місці»                                 | «Flying in Place»                                                     | —                                                                              | Tor                                                     |                                                |
| 1994 |                                                             | Пітер С. Бігл                                    | «Пісня господаря готелю»                                              | «The Innkeeper's Song»                                                         | —                                                       | Roc                                            |
| 1994 | Майкл Свонвік                                               | «Донька залізного дракона»                       | «The Iron Dragon's Daughter»                                          | «Донька залізного дракона»                                                     | Millennium; Morrow AvoNova; Видавництво Жупанського     |                                                |
| 1994 | Тед Вільямс                                                 | «До вежі Зеленого янгола»                        | «To Green Angel Tower»                                                | Вежа Зеленого Янгола                                                           | DAW                                                     |                                                |
| 1994 | Ніна Кірікі Гоффман                                         | «Нитка, що зв'язує кістки»                       | «The Thread That Binds the Bones»                                     | —                                                                              | AvoNova                                                 |                                                |
| 1994 | Лайза Голдштайн                                             | «Дивні прилади Сонця та Місяця»                  | «Strange Devices of the Sun and Moon»                                 | —                                                                              | Tor                                                     |                                                |
| 1994 | Роберт Джордан                                              | «Вогні небес»                                    | «The Fires of Heaven»                                                 | «Вогні небес»                                                                  | Tor; КСД                                                |                                                |
| 1994 | Робін Маккінлі                                              | «Оленяча шкіра»                                  | «Deerskin»                                                            | —                                                                              | Ace                                                     |                                                |
| 1994 | Барбара Гемблі                                              | «Собачий чарівник»                               | «Dog Wizard»                                                          | —                                                                              | Ballantine Del Rey                                      |                                                |
| 1994 | Джудіт Тарр                                                 | «Лорд двох земель»                               | «Lord of the Two Lands»                                               |                                                                                | Tor                                                     |                                                |
| 1994 | Роберт Голдсток                                             | «Заглиблення»                                    | «The Hollowing»                                                       | —                                                                              | HarperCollins UK                                        |                                                |
| 1994 | Керолайн Черрі                                              | «Фея у тіні»                                     | «Faery in Shadow»                                                     | —                                                                              | egend; Science Fiction Book Club                        |                                                |
| 1994 | Делія Шерман                                                | «Порцелянова голубка»                            | «The Porcelain Dove»                                                  | —                                                                              | Dutton                                                  |                                                |
| 1994 | Роберта Мак-Евой                                            | «Зима вовка»                                     | «Winter of the Wolf»                                                  | —                                                                              | Headline; Morrow                                        |                                                |
| 1994 | Аллан Коул, Кріс Банч                                       | «Далекі королівства»                             | «The Far Kingdoms»                                                    | —                                                                              | Ballantine Del Rey                                      |                                                |
| 1994 | Патриція Маккілліп                                          | «Молодий лебідь та жар-птиця»                    | «The Cygnet and the Firebird»                                         | —                                                                              | Ace                                                     |                                                |
| 1994 | С. П. Сомтов                                                | «Підмайстер чарівника»                           | «The Wizard's Apprentice»                                             | —                                                                              | Atheneum                                                |                                                |
| 1994 | Голлі Лайл                                                  | «Кістки минулого»                                | «Bones of the Past»                                                   | —                                                                              | Baen                                                    |                                                |
| 1994 | Мелані Роун                                                 | «Небесна чаша»                                   | «Skybowl»                                                             | —                                                                              | DAW                                                     |                                                |
| 1994 | Мерседес Лекі                                               | «Дрізд та постільга»                             | «The Robin & the Kestrel»                                             | —                                                                              | Baen                                                    |                                                |
| 1994 | Номінації, що не потрапили до скороченого списку номінантів |                                                  |                                                                       |                                                                                |                                                         |                                                |
| 1994 | Роджер Желязни                                              | «Ніч у сумному жовтні»                           | «A Night in the Lonesome October»                                     | « Ніч у самотньому жовтні»                                                     | William Morrow; Навчальна книга - Богдан                |                                                |
| 1994 | Гаррі Тьортлдав                                             | «Справа про звалище токсичних заклинань»         | «The Case of the Toxic Spell Dump»                                    | —                                                                              | Baen                                                    |                                                |
| 1995 |                                                             | Майкл Бішоп                                      | «Крихкі подарунки»                                                    | «Brittle Innings»                                                              | —                                                       | Bantam                                         |
| 1995 | Джеймс Морроу                                               | «Тягнучи Єгову»                                  | «Towing Jehovah»                                                      | —                                                                              | Harcourt Brace                                          |                                                |
| 1995 | Роберт Джордан                                              | «Володар хаосу»                                  | «Lord of Chaos»                                                       | «Повелитель Хаосу»                                                             | Tor; КСД                                                |                                                |
| 1995 | Емма Булл                                                   | «Шукач»                                          | «Finder»                                                              | —                                                                              | Tor                                                     |                                                |
| 1995 | Чарльз де Лінт                                              | «Пам'ять і мрія»                                 | «Memory and Dream»                                                    | —                                                                              | Tor                                                     |                                                |
| 1995 | Джон Краулі                                                 | «Любов та сон»                                   | «Love & Sleep»                                                        | —                                                                              | Bantam                                                  |                                                |
| 1995 | Стівен Браст                                                | «П'ятсот років згодом»                           | «Five Hundred Years After»                                            | —                                                                              | Tor                                                     |                                                |
| 1995 | Мерседес Лекі                                               | «Штормове попередження»                          | «Storm Warning»                                                       | —                                                                              | DAW                                                     |                                                |
| 1995 | Ненсі Спрінгер                                              | «Ларк на крилі»                                  | «Larque on the Wing»                                                  | —                                                                              | Morrow AvoNov                                           |                                                |
| 1995 | Лайза Голдштайн                                             | «Літній король, зимовий дурень»                  | «Summer King, Winter Fool»                                            | —                                                                              | Tor                                                     |                                                |
| 1995 | Роберт Голдсток                                             | «Дерево Мерліна»                                 | «Merlin's Wood»                                                       | —                                                                              | HarperCollins UK                                        |                                                |
| 1995 | Керолайн Стівемер                                           | «Магічний коледж»                                | «A College of Magics»                                                 | —                                                                              | Tor                                                     |                                                |
| 1995 | Аллан Коул, Кріс Банч                                       | «Історія воїна»                                  | «The Warrior's Tale»                                                  | —                                                                              | Legend; Ballantine Del Rey                              |                                                |
| 1995 | Меріон Зіммер Бредлі                                        | «Лісовий будинок»                                | «The Forest House»                                                    | —                                                                              | Michael Joseph; Viking                                  |                                                |
| 1995 | Ребекка Ор                                                  | «Повільний похорон»                              | «Slow Funeral»                                                        | —                                                                              | Tor                                                     |                                                |
| 1995 | Реймонд Файст                                               | «Тінь темної королеви»                           | «Shadow of a Dark Queen»                                              | —                                                                              | HarperCollins UK; Morrow                                |                                                |
| 1995 | Рейчел Поллак                                               | «Тимчасове агентство»                            | «Temporary Agency»                                                    | —                                                                              | Orbit; St. Martin's                                     |                                                |
| 1995 | Стефан Ґрунді                                               | «Золото Рейна»                                   | «Rhinegold»                                                           | —                                                                              | Michael Joseph; Bantam                                  |                                                |
| 1995 | Памела Дін                                                  | «Сумнівні пагорби»                               | «The Dubious Hills»                                                   | —                                                                              | Tor                                                     |                                                |
| 1995 | Мелані Роун                                                 | «Руїни Амбраї»                                   | «The Ruins of Ambrai»                                                 | —                                                                              | DAW                                                     |                                                |
| 1996 |                                                             | Орсон Скотт Кард                                 | «Елвін-мандрівник»                                                    | «Alvin Journeyman»                                                             | —                                                       | Tor                                            |
| 1996 | Елізабет Генд                                               | «Збуджуючи Місяць»                               | «Waking the Moon»                                                     | —                                                                              | HarperPrism                                             |                                                |
| 1996 | Керолайн Черрі                                              | «Фортеця в очах часу»                            | «Fortress in the Eye of Time»                                         | —                                                                              | HarperPrism                                             |                                                |
| 1996 | Гай Геврієл Кей                                             | «Леви аль-Рассану»                               | «The Lions of al-Rassan»                                              | —                                                                              | Viking Canada; HarperPrism                              |                                                |
| 1996 | Шон Стюарт                                                  | «Чоловік воскресіння»                            | «Resurrection Man»                                                    | —                                                                              | Ace                                                     |                                                |
| 1996 | Ніна Кірікі Гоффман                                         | «Тиха сила каміння»                              | «The Silent Strength of Stones»                                       | —                                                                              | AvoNova                                                 |                                                |
| 1996 | Патриція Маккілліп                                          | «Книга Атрікса Вульфа»                           | «The Book of Atrix Wolfe»                                             | —                                                                              | Ace                                                     |                                                |
| 1996 | Майкл Муркок                                                | «Кров»                                           | «Blood»                                                               | —                                                                              | Millennium; Morrow AvoNova                              |                                                |
| 1996 | Мерседес Лекі                                               | «Шторм підіймається»                             | «Storm Rising»                                                        | —                                                                              | DAW                                                     |                                                |
| 1996 | Марта Веллс                                                 | «Місто кісток»                                   | «City of Bones»                                                       | —                                                                              | Tor                                                     |                                                |
| 1996 | Сілія С. Фрідман                                            | «Корона тіней»                                   | «Crown of Shadows»                                                    | —                                                                              | DAW                                                     |                                                |
| 1996 | Террі Пратчетт                                              | «Маскарад»                                       | «Maskerade»                                                           | —                                                                              | Gollancz                                                |                                                |
| 1996 | Вільям Браунінг Спенсер                                     | «Зод Валлоп»                                     | «Zod Wallop»                                                          | —                                                                              | St. Martin's                                            |                                                |
| 1996 | Робін Гобб                                                  | «Учень вбивці»                                   | «Assassin's Apprentice»                                               | —                                                                              | Bantam Spectra                                          |                                                |
| 1996 | Террі Гудкайнд                                              | «Камінь сліз»                                    | «Stone of Tears»                                                      | —                                                                              | Millennium; Tor)                                        |                                                |
| 1996 | Парк Годвін                                                 | «Вежа Беовульфа»                                 | «The Tower of Beowulf»                                                | —                                                                              | Morrow                                                  |                                                |
| 1996 | Елізабет Віллі                                              | «Чарівник і джентльмен»                          | «A Sorcerer and a Gentleman»                                          | —                                                                              | Tor                                                     |                                                |
| 1996 | Шон Рассел                                                  | «Світ без кінця»                                 | «World Without End»                                                   | —                                                                              | DAW                                                     |                                                |
| 1996 | Меггі Ф'юрі                                                 | «Арфа вітрів»                                    | «Harp of Winds»                                                       | —                                                                              | Legend; Bantam Spectra                                  |                                                |
| 1997 |                                                             | Джордж Р. Р. Мартін                              | «Гра престолів»                                                       | «A Game of Thrones»                                                            | «Гра престолів»                                         | HarperCollins Voyager; Bantam Spectra; КМ-БУКС |
| 1997 | Бредлі Дентон                                               | «Божевільні»                                     | «Lunatics»                                                            | —                                                                              | St. Martin's                                            |                                                |
| 1997 | Патриція Маккілліп                                          | «Зимова роза»                                    | «Winter Rose»                                                         | —                                                                              | Ace                                                     |                                                |
| 1997 | Джеймс Морроу                                               | «Невинний в Абаддоні»                            | «Blameless in Abaddon»                                                | —                                                                              | Harcourt Brace                                          |                                                |
| 1997 | Робін Гобб                                                  | «Королівський вбивця»                            | «Royal Assassin»                                                      | —                                                                              | HarperCollins Voyager; Bantam Spectra                   |                                                |
| 1997 | Роберт Джордан                                              | «Корона мечів»                                   | «A Crown of Swords»                                                   | «Корона мечів»                                                                 | Tor; Навчальна книга - Богдан                           |                                                |
| 1997 | Террі Пратчетт                                              | «Ноги з глини»                                   | «Feet of Clay»                                                        | —                                                                              | Gollancz                                                |                                                |
| 1997 | Пет Мерфі                                                   | «Надя»                                           | «Nadya: The Wolf Chronicles»                                          | —                                                                              | Tor                                                     |                                                |
| 1997 | Крістофер Пріст                                             | «Престиж»                                        | «The Prestige»                                                        | «Престиж»                                                                      | Simon & Schuster UK/Touchstone; St. Martin's; Ранок     |                                                |
| 1997 | Террі Віндлін                                               | «Дерев'яна дружина»                              | «The Wood Wife»                                                       | —                                                                              | Tor                                                     |                                                |
| 1997 | Джон Барнс                                                  | «Один для ранкової слави»                        | «One for the Morning Glory»                                           | —                                                                              | Tor                                                     |                                                |
| 1997 | Лайза Голдштайн                                             | «Йдучи лабіринтом»                               | «Walking the Labyrinth»                                               | —                                                                              | Tor                                                     |                                                |
| 1997 | Роберт Голдсток                                             | «Стародавнє відлуння»                            | «Ancient Echoes»                                                      | —                                                                              | HarperCollins Voyager; Roc                              |                                                |
| 1997 | Шон Стюарт                                                  | «Хмари закінчуються»                             | «Clouds End»                                                          | —                                                                              | Ace                                                     |                                                |
| 1997 | Філіп Пулман                                                | «Північне сяйво»                                 | «Northern Lights»                                                     | «Північне сяйво»                                                               | Knopf; Scholastic UK 1995; Nebo BookLab Publishing      |                                                |
| 1997 | Барбара Гемблі                                              | «Матір зими»                                     | «Mother of Winter»                                                    | —                                                                              | Ballantine Del Rey                                      |                                                |
| 1997 | Ненсі Спрінгер                                              | «Чимала небезпека»                               | «Fair Peril»                                                          | —                                                                              | Avon                                                    |                                                |
| 1997 | Террі Гудкайнд                                              | «Кров згину»                                     | «Blood of the Fold»                                                   | —                                                                              | Tor                                                     |                                                |
| 1997 | Мерседес Лекі                                               | «Жар-птиця»                                      | «Firebird»                                                            | —                                                                              | Baen                                                    |                                                |
| 1997 | Мелані Роун, Дженніфер Роберсон, Кейт Елліотт               | «Золотий ключ»                                   | «The Golden Key»                                                      | —                                                                              | DAW                                                     |                                                |
| 1997 | Альфред А. Аттаназіо                                        | «Дракон та єдиноріг»                             | «The Dragon and the Unicorn»                                          | —                                                                              | Hodder & Stoughton; HarperPrism                         |                                                |
| 1997 | Шон Рассел                                                  | «Море без берега»                                | «Sea Without a Shore»                                                 | —                                                                              | DAW                                                     |                                                |
| 1998 |                                                             | Тім Пауерс                                       | «Землетрус»                                                           | «Earthquake Weather»                                                           | —                                                       | Tor                                            |
| 1998 | Майкл Свонвік                                               | «Джек Фауст»                                     | «Jack Faust»                                                          | —                                                                              | Avon                                                    |                                                |
| 1998 | Волтер Джон Вільямс                                         | «Місто у вогні»                                  | «City on Fire»                                                        | —                                                                              | HarperPrism                                             |                                                |
| 1998 | Стівен Кінг                                                 | «Чаклун та сфера\|»                              | «Wizard and Glass»                                                    | «Темна Вежа IV: Чаклун та сфера»                                               | Donald M. Grant; КСД                                    |                                                |
| 1998 | Робін Гобб                                                  | «Мандри вбивці»                                  | «Assassin's Quest»                                                    | «Мандри вбивці»                                                                | Bantam Spectra; КСД                                     |                                                |
| 1998 | Вонда Мак-Інтайр                                            | «Місяць і Сонце»                                 | «The Moon and the Sun»                                                | —                                                                              | Pocket                                                  |                                                |
| 1998 | Стівен Браст, Емма Булл                                     | «Свобода та необхідність»                        | «Freedom & Necessity»                                                 | —                                                                              | Tor                                                     |                                                |
| 1998 | Чарльз де Лінт                                              | «Торговець»                                      | «Trader»                                                              | —                                                                              | Tor                                                     |                                                |
| 1998 | Патрік О'Лірі                                               | «Подарунок»                                      | «The Gift»                                                            | —                                                                              | Tor                                                     |                                                |
| 1998 | Джеймс Блейлок                                              | «Зими»                                           | «Winter Tides»                                                        | —                                                                              | Ace                                                     |                                                |
| 1998 | Філіп Пулман                                                | «Магічний ніж»                                   | «The Subtle Knife»                                                    | «Магічний ніж»                                                                 | Knopf; Nebo BookLab Publishing                          |                                                |
| 1998 | Робін Маккінлі                                              | «Дочка троянд»                                   | «Rose Daughter»                                                       | —                                                                              | Morrow Greenwillow                                      |                                                |
| 1998 | Вілл Шеттерлі                                               | «Собача країна»                                  | «Dogland»                                                             | —                                                                              | Tor                                                     |                                                |
| 1998 | Кейт Елліотт                                                | «Королівський дракон»                            | «King's Dragon»                                                       | —                                                                              | DAW                                                     |                                                |
| 1998 | Девід Дрейк                                                 | «Лорд островів»                                  | «Lord of the Isles»                                                   | —                                                                              | Tor                                                     |                                                |
| 1998 | Роберт Голдсток                                             | «Ворота зі слонової кістки, ворота з рогу»       | «Gate of Ivory, Gate of Horn»                                         | —                                                                              | Roc                                                     |                                                |
| 1998 | Террі Брукс                                                 | «Та, що біжить з демоном»                        | «Running with the Demon»                                              | —                                                                              | Ballantine Del Rey                                      |                                                |
| 1998 | Майкл Ши                                                    | «Шахти чудовиська»                               | «The Mines of Behemoth»                                               | —                                                                              | Baen                                                    |                                                |
| 1998 | Тананарів Дю                                                | «Збереження моєї душі»                           | «My Soul to Keep»                                                     | —                                                                              | HarperCollins                                           |                                                |
| 1998 | Шон Стюарт                                                  | «Нічне вартування»                               | «The Night Watch»                                                     | —                                                                              | Ace                                                     |                                                |
| 1998 | Мікаела Ресснер                                             | «Утилізація зірок»                               | «The Stars Dispose»                                                   | —                                                                              | Tor                                                     |                                                |
| 1998 | Грегорі Кіз                                                 | «Чорний бог»                                     | «The Blackgod»                                                        | —                                                                              | Ballantine Del Rey                                      |                                                |
| 1999 |                                                             | Джордж Р. Р. Мартін                              | «Битва королів»                                                       | «A Clash of Kings»                                                             | «Битва королів»                                         | HarperCollins Voyager; Bantam Spectra; КМ-БУКС |
| 1999 | Ніл Гейман                                                  | «Зоряний пил»                                    | «Stardust»                                                            | «Зоряний пил»                                                                  | DC/Vertigo; Avon 1999; КМ-БУКС                          |                                                |
| 1999 | Шон Стюарт                                                  | «Пересмішник»                                    | «Mockingbird»                                                         | —                                                                              | Ace                                                     |                                                |
| 1999 | Орсон Скотт Кард                                            | «Серцевий вогонь»                                | «Heartfire»                                                           | —                                                                              | Tor                                                     |                                                |
| 1999 | Керолайн Черрі                                              | «Фортеця орлів»                                  | «Fortress of Eagles»                                                  | —                                                                              | HarperPrism                                             |                                                |
| 1999 | Грегорі Кіз                                                 | «Гармата Ньютона»                                | «Newton's Cannon»                                                     | —                                                                              | Ballantine Del Rey                                      |                                                |
| 1999 | Патриція Маккілліп                                          | «Пісня для василіска»                            | «Song for the Basilisk»                                               | —                                                                              | Ace                                                     |                                                |
| 1999 | Гай Геврієл Кей                                             | «Плавання до Сарантію»                           | «Sailing to Sarantium»                                                | «Плавання до Сарантію»                                                         | Earthlight UK; HarperPrism; Видавництво Апріорі         |                                                |
| 1999 | Чарльз де Лінт                                              | «Місце щоб літати»                               | «Someplace to Be Flying»                                              | —                                                                              | Tor                                                     |                                                |
| 1999 | Елізабет Лінн                                               | «Зима дракона»                                   | «Dragon's Winter»                                                     | —                                                                              | Ace                                                     |                                                |
| 1999 | Кейт Елліотт                                                | «Принц собак»                                    | «Prince of Dogs»                                                      | —                                                                              | DAW                                                     |                                                |
| 1999 | Діана Вінн Джонс                                            | «Темний володар Деркгольму»                      | «Dark Lord of Derkholm»                                               | «Темний володар Деркгольму»?                                                   | Greenwillow                                             |                                                |
| 1999 | Джейн Йолен                                                 | «Однорука королева»                              | «The One-Armed Queen»                                                 | —                                                                              | Tor                                                     |                                                |
| 1999 | Джейн Ліндскольд                                            | «Той, хто змінює»                                | «Changer»                                                             | —                                                                              | Avon Eos                                                |                                                |
| 1999 | Памела Дін                                                  | «Ялівець, тирлич та розмарин»                    | «Juniper, Gentian, and Rosemary»                                      | —                                                                              | Tor                                                     |                                                |
| 1999 | Дейв Дункан                                                 | «Позолочений ланцюг»                             | «The Gilded Chain»                                                    | —                                                                              | Avon Eos                                                |                                                |
| 1999 | Мідорі Снайдер                                              | «Innamorati»                                     | «The Innamorati»                                                      | —                                                                              | Tor                                                     |                                                |
| 1999 | Кара Делкі                                                  | «Бхагаваті»                                      | «Bhagavati»                                                           | —                                                                              | Tor                                                     |                                                |
| 1999 | Ів Мейнар                                                   | «Книга лицарів»                                  | «The Book of Knights»                                                 | —                                                                              | Tor                                                     |                                                |
| 1999 | Джоан Роулінг                                               | «Гаррі Поттер і філософський камінь»             | «Harry Potter and the Philosopher's Stone»                            | «Гаррі Поттер і філософський камінь»                                           | Bloomsbury; Scholastic/Levine 1998; А-ба-ба-га-ла-ма-га |                                                |